# Parafia Opieki Matki Bożej w Kłokowicach
Parafia Opieki Matki Bożej – parafia prawosławna w Kłokowicach, w dekanacie Przemyśl diecezji przemysko-gorlickiej.
Na terenie parafii funkcjonują 2 cerkwie:
- cerkiew Opieki Matki Bożej w Kłokowicach – parafialna
- cerkiew Poczęcia Bogurodzicy w Młodowicach – filialna

## Historia
Pierwsze informacje o parafii prawosławnej w Kłokowicach pochodzą z 1407. Obecna parafia została restytuowana w 1968.

## Liczba wiernych
Parafia pod względem liczby wiernych jest najmniejszą w diecezji. W 2017 liczyła 28 osób.

## Zasięg terytorialny
Kłokowice, Młodowice, Fredropol

## Wykaz proboszczów

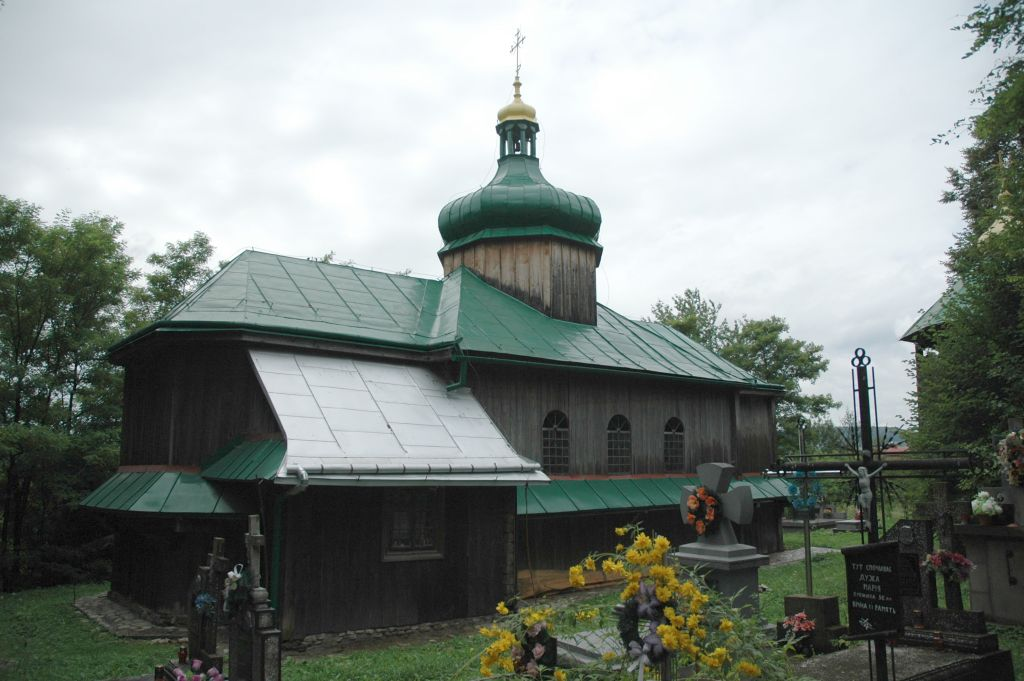
Cerkiew filialna Poczęcia Bogurodzicy w Młodowicach

- 1968–1971 – ks. Teodor Wasiluk
- 1981–1984 – ks. Wiaczesław Janiel
- od 1989 – ks. Wiaczesław Janiel